# باو داي ثونغ باو
كانت عملة باو داي ثونج بو ( بالهاندية : 保大通寶؛ وبالفرنسيّة : Sapèque Bao-Daï ) عبارة عن عملة معدنية مستديرة من سبائك النحاس ذات ثقب مربع أنتجتها سلالة نجوين تحت الحماية الفرنسية وكانت آخر عملة نقدية أُنتِجَت في فيتنام والعالم، وقد أنهى هذا سلسلة طويلة من العملات الفيتنامية المصبوبة التي بدأت مع عملة ثاي بينه هونج بو في عام 970.  أُنتِجَت عملة باو داي ثونج بو المصبوبة في دار سك العملة ثانه هوا ، بينما أُنتِجَت المتغيرات التي ضُرِبَت آليًا في هانوي بواسطة الحكومة الفرنسية الاستعمارية.  تحمل هذه العملات اسم الإمبراطور باو داي الذي اعتلى العرش عام 1926، لكنه استمر في إنتاج عملة خاي دينه ثونغ بو (啓定通寶) السابقة التي حملت اسم عصر والده حتى عام 1933، عندما أمر بإنتاج عملات جديدة تحمل اسم عهده، وهو أمر طبيعي، حيث استمر الأباطرة الفيتناميون السابقون في إنتاج عملات نقدية تحمل نقش أسلافهم لفترة من الزمن. قُدرت قيمة عملات باو داي ثونغ بو النقدية المصبوبة الأصغر حجمًا ذات الوجه الفارغ فقط بـ1⁄600 بياستر. 
في عام 1932، أفادت مجلة L'Éveil économique de l'Indochine ("الصحوة الاقتصادية للهند الصينية") أن العملات النقدية أصبحت نادرة بشكل متزايد في أنام وتونكين ، ونصحت المجلة حكومة سلالة نجوين بالبدء في إنتاج عملات الزنك النقدية باو داي ثونغ باو لمواجهة ندرة العملات ذات الفئات المنخفضة، وفي ذلك الوقت كانت عملات الزنك النقدية لا تزال متداولة في أنام بينما لم يتبق منها سوى عدد قليل جدًا في تونكين.  خلال هذه الفترة، كان الناس غالبًا غير راغبين في إنفاق الأموال بسبب الندرة النقدية في ذلك الوقت، وتوقع مستشارو السياسة الاقتصادية أن إنتاج المزيد من العملات النقدية من شأنه أن يخفض تكلفة المعيشة لسكان سلالة نغوين. 
من المحتمل أن تكون عملة باو داي ثونغ باو قد صُبَّت في عام 1941 أو 1942 وتوقف الإنتاج لأن القوات اليابانية المحتلة أرادت النحاس وكانت تحصل على جميع العملات النقدية التي يمكنها العثور عليها وتخزنها في هايفونغ لشحنها إلى اليابان لإنتاج المواد الحربية. 
استمرت العملات النقدية في التداول رسميًا في جمهورية فيتنام الديمقراطية حتى عام 1948 بسعر صرف رسمي يبلغ 20 عملة نقدية مقابل 1 دونج . 

## سياسةموي
في 29 سبتمبر 1939، ذكرت صحيفة هانوي l'Effort Indochinois أن حكومات الهند الصينية الفرنسية وسلالة نجوين اتبعت سياسة تسمى muoi (إدخال عملات نقدية مخفضة من فئة كبيرة والتي كانت ذات قيمة جوهرية أعلى قليلاً فقط لطرد العملات النقدية ذات القيمة المنخفضة )، والتي سعت إلى استقرار سعر الصرف بين العملات النقدية والقرش عند 360: 1.  خلال هذه الفترة، كانت هناك أزمة سيولة في السوق تفاقمت بسبب احتكار العملات النقدية ذات الفئة المنخفضة من قبل عامة الناس مما تسبب في انكماش هائل للعملات النقدية.  وعلى الرغم من بدء سياسة an muoi في عام 1937، إلا أنه بحلول عام 1939 كان سعر الصرف بين القرش والعملات النقدية 5 سلاسل لكل قرش بينما انخفض سعر القرش في بعض المناطق الريفية بما يصل إلى 3 سلاسل لكل قرش.  ثبت أن انكماش العملات النقدية كان ضارًا جدًا بالاقتصاد والتجارة المحلية. 
كان السبب وراء عدم استقرار أسعار الصرف هو أن العملات النقدية ظلت مستقلة عن القرش، على الرغم من أسعار صرفها الثابتة.  كانت العملات النقدية التي تم ضربها آليًا تميل إلى التداول بشكل أكبر في تونكين، بينما كانت العملات النقدية المصبوبة متداولة بشكل أكبر في المناطق الريفية في أنام. 
في المرسوم رقم 55 بتاريخ 02-07-باو داي 16 (24 أغسطس 1941) أصدر إمبراطور باو داي مرسومًا ينص على أنه داخل كامل أراضي ترونغ كو (آنام) حُدِّد سعر الصرف بين العملات النقدية المصنوعة من سبائك النحاس والقرش بمعدل 4 سلاسل من العملات النقدية مقابل 1 قرش هندي صيني فرنسي، ليحل محل المرسوم السابق رقم 1 بتاريخ 21 فبراير 1934 والذي حدده عند 6 سلاسل من 50 عملة نقدية.  ينطبق هذا المرسوم على أي عملة نقدية تحمل حقبة حكم سلالة نغوين، مع تعريف 4 سلاسل من العملات النقدية تتكون إما من 400 عملة نقدية من أن-ساو (6 فان) أو 240 عملة نقدية من أن-موي (10 فان).   وهذا يعني أن سلسلة واحدة من عملات an-sau النقدية تتكون من 100 عملة، في حين أن سلسلة واحدة من عملات an-muoi النقدية تتكون من 60 عملة. 

## عملات باو داي ثونغ باو مضروبة آليًا

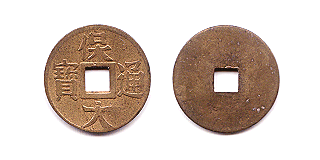
عملات باو داي ثونغ باو مضروبة آليًا

بدأ الفرنسيون في نفس الوقت في سك عملات نقدية نحاسية مسكوكة آليًا في هانوي ، بنفس النقش الموجود على عملات باو داي ثونغ باو النقدية المصبوبة، وبدأ الإنتاج رسميًا في يونيو 1933.   بلغ وزن هذه العملات النقدية المسكوكة آليًا 1.36 جرامًا وكان سعر صرفها الرسمي قرش ، ولكن ربما تم تقييمها فقط بـ 1⁄1000 بياستر. 
سُكَّت هذه العملات المعدنية في دار سك العملة في هانوي (التي يديرها بنك الهند الصينية ) لأن الفرنسيين قطعوا التمويل لإنتاج العملات النقدية المصبوبة في دار سك العملة ثانه هوا مما يعني أن محمية أنام لم تكن تنتج ما يكفي من العملات النقدية المصبوبة لتلبية متطلبات الأسواق الفيتنامية لهذه العملات ذات القيمة المنخفضة للتبادل اليومي.   صُمِّمَت عملات باو داي ثونغ باو النقدية التي ضُرِبَت آليًا بواسطة رينيه ميرسييه . 
وفقًا لـ J. de Monty في Volonté (4 أغسطس 1933) كان لدى Mercier ميزة هائلة تتمثل في السماح بتنفيذ ممتاز لعملية الإنتاج بأقل قدر من الإنفاق على المواد والمناولة.  كان من المهم للغاية السعي إلى الجمع بين كل هذه الشروط، لأنه في أي حال من الأحوال تصل القطعة الجديدة إلى قيمتها الاسمية تقريبًا من خلال السعر الوحيد للمادة التي صنعت منها، النحاس الأصفر.  نظرًا لعملية سك العملات النقدية غير المعتادة مقارنة بالعملات التقليدية، سعى ميرسييه إلى تقليل عملية الإنتاج إلى عملية أبسط وأرخص.  طُوِّرَت الأداة الخاصة المستخدمة في سك هذه العملات النقدية بواسطة شركة أفيات.  تعمل هذه الأداة تلقائيًا على شريط من النحاس بعرض 85 مم، بضربة واحدة من البندول: خمس ضربات وخمس فتحات مربعة ومسافة واحدة وخمسة فتحات مقطوعة مما يعطي خمس قطع نهائية.  يُدفع الشريط يدويًا بواسطة آلية العملة ويُشَغَّل ميكانيكيًا بواسطة سكاكين توجيه.  وصل العائد بسرعة إلى 100000 قطعة في اليوم لكل مكبس.  أُنتِج ما مجموعه 6 مكابس عملات معدنية لعملة باو داي ثونغ باو المضروبة آليًا. 
أنتجت السلطات الفرنسية هذه العملات المعدنية فقط من أجل سيولة السوق ولم تقبل السلطات الاستعمارية الفرنسية هذه العملات لأي مدفوعات للحكومة مثل الضرائب أو الرسوم.  بحلول 30 سبتمبر 1933، طُرِحَ ما يقرب من 30 مليون من هذه العملات النقدية للسكان للتداول العام.  في حين أن العملات النقدية المصبوبة آليًا كانت ناجحة في تونكين، إلا أنها لم تحظ بترحيب كبير من سكان أنام الريفيين الذين فضلوا العملات النقدية المصبوبة القديمة وحتى العملات النقدية القديمة التي يعود تاريخها إلى ألف عام من " الأيام الخوالي " على العملات النقدية الحديثة.  ساهم الإحجام عن قبول العملات النقدية المصبوبة آليًا في ريف أنام في الانكماش الذي كانت العملات النقدية تعاني منه هناك. 
كانت المتغيرات التي ضُرِبَت آليًا يبلغ قطرها 18 مليمترًا وسمكها 7/10 من الملليمتر.  وللوصول إلى سقف 100 مليون إصدار، كان لا بد أن تستمر عملية الإنتاج حوالي 15 شهرًا بمعدل 7 إلى 10 ملايين قطعة شهريًا.  كان هناك نوعان من هذه العملات النقدية، أحدهما كان يحمل نسخة كبيرة من الحرف الصيني "大" (داي) على وجهه، بينما كان النوع الآخر يحمل حرف "大" أصغر. 
وفقًا لـ جاي. دي مونتي، بلغ الحجم الإجمالي للإصدار حوالي 100 مليون عملة معدنية، أي 160.000 بياستر من القيمة الاسمية بأرقام تقريبية مع إنفاق 120.000 بياستر لشراء النحاس، و36.000 بياستر لتكاليف التصنيع والمناولة، و4.000 بياستر للنقل من هايفونغ (مكان سك العملة).  وهذا يعني أنه تحت إشراف ميرسييه، وصلت تكلفة إنتاج هذه العملات النقدية إلى مستوى مساوٍ لقيمتها الاسمية ( قرش). 
بعد أن استولى اليابانيون على البلاد، أجبروا على إيقاف إنتاج عملات باو داي ثونغ باو النقدية لأنهم كانوا يستولون على كل النحاس في فيتنام.  أنشأ اليابانيون عملات معدنية جديدة تشبه السابيك مصنوعة من الزنك في هانوي ومن قبل دار سك العملة اليابانية في أوساكا لتحل محل هذه العملات المعدنية حيث كان النحاس يستخدم في إنتاج الأسلحة اليابانية وغيرها من المعدات العسكرية، على الرغم من أن العملات المعدنية من أوساكا لم تصل إلى السوق الفيتنامية حيث اعتبرت الحكومة اليابانية شحن الإمدادات الحربية أكثر أهمية. 

## أرقام سك العملة
بدأت حكومة سلالة نغوين ‏ التصنيع في عام 1933 وأنتجت ما مجموعه 98000 سلسلة من عملات باو داي ثونغ باو النقدية، وتتضمن هذه الأرقام 49000 سلسلة من 100 ساو » عملات نقدية و 49000 سلسلة من 60 « موي » عملات نقدية.  وهذا يعني أن إجمالي 4,900,000 « ساو » عملات نقدية و 2,940,000 « موي » أُنتِجَت العملات النقدية اعتبارًا من عام 1936. 
كان هناك ما مجموعه 98,000,000 عملة باو داي ثونغ باو ساتكيز التي ضُرِبت آليًا والتي أنتجتها حكومة محمية تونكين الفرنسية.  بدأ إنتاج هذه العملات النقدية النقدية التي ضُرِبت آليًا في عام 1933 وانتهى في عام 1934 ودخلت جميعها التداول العام في 30 أبريل 1935. 
وفي المجمل، وباستخدام معدل 7 خيوط مقابل قرش واحد، وهو سعر الصرف الساري في نهاية عام 1933، فإن عدد العملات النقدية المصنعة بين عامي 1921 و1936 بلغت قيمتها حوالي 1,315,000 بياستر . 